# Landgoed De Wilmersberg

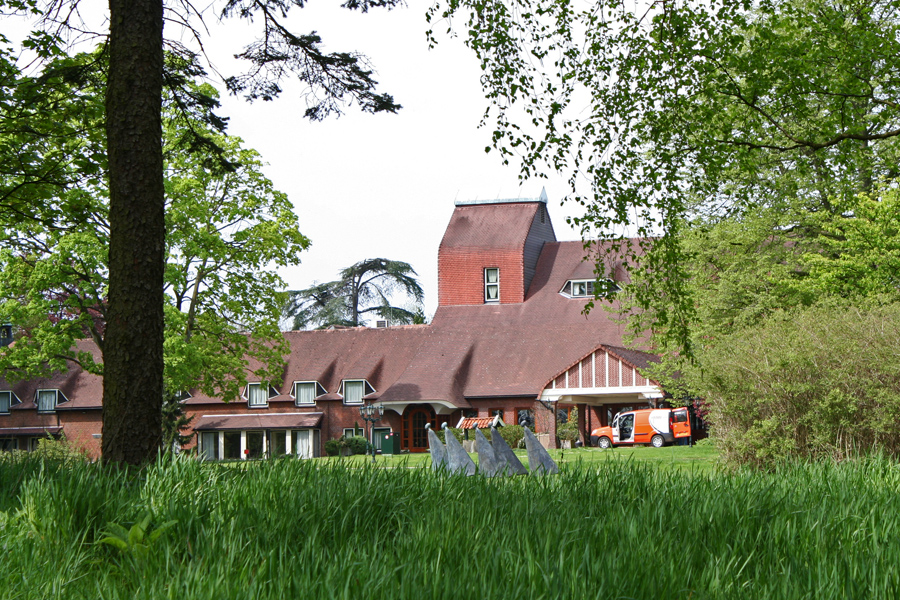
't Nije Huss op landgoed De Wilmersberg

Landgoed De Wilmersberg is een 14 hectare groot landgoed met buitenhuis bij De Lutte in Twente in de Nederlandse provincie Overijssel.

## Geschiedenis
Er is weinig bekend over de eerste jaren van het landgoed. Volgens overlevering wordt de grond in de negende eeuw door Karel de Grote geschonken aan de Abdij van Werden en zal lange tijd, bijna 1000 jaar, in het bezit van dit klooster blijven. Over wie het erf bewoont ten tijde van de schenking en de eeuwen daarna is niets bekend. De naam erve Nijenhuis komt slechts een aantal keren voor in de archieven van De Lutte, soms wordt het goed ook de Wilhelmsberg genoemd. Pas in de achttiende eeuw wordt het landgoed vaker in bewaarde stukken vermeld.
Oude documenten behorend bij het landgoed spreken van kloosters, leenheren, eigenaren en pachters. Deze akten, de oudste uit 1755, verhalen over een agrarisch erf in Twente. Ze gaan voornamelijk over pachtgelden en betaalregelingen. Pacht- en leengelden werden vaak voor een deel in contanten en voor een deel in natura betaald; bijvoorbeeld met rogge, haver en een varken zoals te lezen is in een van de akten. Daarnaast vertellen de documenten over Duitse eigenaars en Franse overheersing, het trouw zijn aan koning Frederik Willem III van Pruisen en het gehoorzamen aan de Code Napoléon die begin negentiende eeuw werd ingevoerd.
De namen die in de akten naar voren komen geven aan dat zowel bij de eigenaren als bij de pachters het landgoed overgaat van vader op zoon. Steeds weer laten de documenten een boer Nijhuis zien als pachter totdat ene Gerrit Jan Nijhuis begin negentiende eeuw in staat is diverse stukken grond te kopen. Een oude lijst laat zien welke gronden behoorden tot het erve Nijenhuis. Sommige namen die hierin worden genoemd zijn nog steeds bekend in de omgeving van het landgoed. 

## 't Nije Huss
In 1913 kocht textielfabrikant Jan Bernard Blijdenstein (1874-1931) het oude erve Nijenhuis en de bijbehorende gronden. Het is een landschappelijk bijzondere plek in Twente, hoog gelegen en met een weids uitzicht. Blijdenstein besloot hier zijn buitenhuis te bouwen.
De familie Blijdenstein is in die tijd een van de invloedrijkste families in Twente. Voorvader Jan Bernard Blijdenstein (1756-1826) was fabrikant en burgemeester van Enschede. Koning Lodewijk Napoleon logeerde bij de familie tijdens zijn bezoek aan Twente. De Blijdensteins hielden zich voornamelijk bezig met handel in lijnzaad en laken. Ook richtten zij een textielblekerij op en hadden thuiswevers in dienst. De komst van weefmachines en stoomkracht bracht grote veranderingen. De textielindustrie groeide sterk en daarmee de rijkdom van de fabrikanten. De steden waar de fabrieken stonden groeiden mee en het leefklimaat werd er niet gezonder op. Steeds vaker trokken de bezitters van de textielfabrieken daarom naar buiten. Ze kochten landerijen niet ver van de steden en lieten daar hun buitenhuizen bouwen. De familie Blijdenstein gaf de voorkeur aan De Lutte, ten noordoosten van Oldenzaal, en bouwde hier meerdere buitenplaatsen waarvan ‘t Nije Huss op landgoed De Wilmersberg er een is.
Blijdenstein nam architect Kuipers uit Naarden in de arm voor het ontwerp van het huis. Met enige vertraging vanwege de Eerste Wereldoorlog werd het in 1923 betrokken. ’t Nije Huss werd het genoemd met een verwijzing naar het oude erve Nijenhuis. De tuin en de Rhododendronlaan ontwierp de Amsterdamse tuinarchitect Lodewijk Wilhelmus Copijn in de Engelse landschapsstijl die in die jaren zo populair was, vanwege zijn natuurlijke en romantische uitstraling. In 2005 is de tuin volledig gerestaureerd aan de hand van het oorspronkelijke ontwerp.

## Hotel
Sinds 1995 is het landgoed eigendom van Agfra Holding B.V., het landhuis werd verbouwd tot hotel en wordt sindsdien 'Landgoed De Wilmersberg' genoemd. Tussen 2000 en 2010 was het hotel aangesloten bij de Bilderberggroep.